# Hektor
För asteroiden, se 624 Hektor. För tågföretaget, se Hector Rail. För musikern, se Hector (musiker).

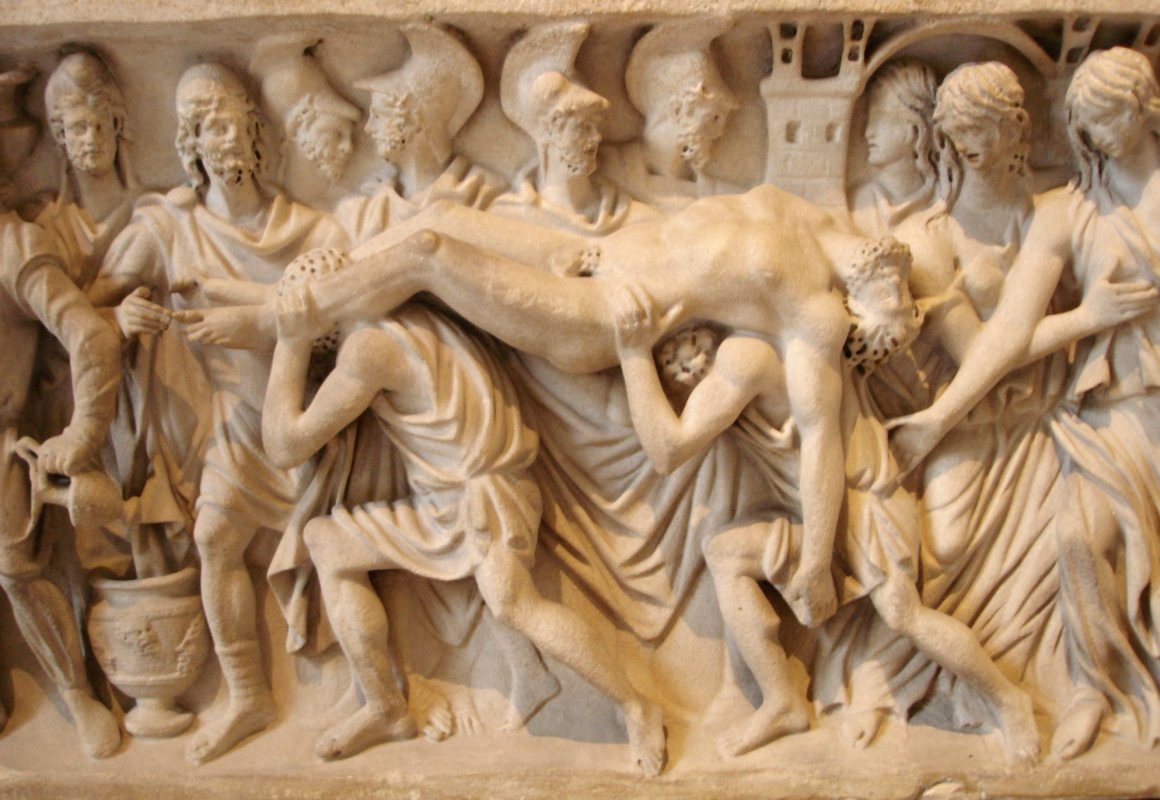
Hektors lik bärs tillbaka till Troja.

Hektor var i grekisk mytologi den störste trojanske hjälten under grekernas belägring av staden. Han var son till Priamos och Hekabe. Hektor förde befäl över trojanerna och deras allierade i striderna mot de grekiska styrkorna. Han blev dödad av Akilles, som efter det skändade hans kropp i flera dagar innan han slutligen återlämnade Hektors kropp till Priamos.

## Hektors inblandning i kriget
Hektor var till en början skeptisk till ett krig mot grekerna. Det berättas tidigt i Iliaden att han ville att kriget skulle avgöras i en duell mellan hans bror Paris och Menelaos. Duellens utgång blev dock oavgjord på grund av gudarnas inblandning.
Trots att Hektors fru Andromake försökte övertala honom att inte blanda sig i kriget utanför stadsmurarna, gav sig Hektor och Paris till slut ut på fältet.
Väl ute på slagfältet vann Hektor framgångar i strid, tack vare sin goda gunst hos gudarna, och han tog tillfället i akt att utmana den största grekiska krigaren som vågade möta honom i duell. Genom en lottdragning ”vann” Ajax möjligheten att få strida mot Hektor. När dessa möttes slogs de oavbrutet en hel dag innan de förklarar matchen oavgjord. Som ett tecken på respekt för varandras stridsduglighet, skänkte de varandra gåvor efter duellen. Hektor gav Ajax sitt svärd och fick av Ajax dennes gördel.

## Stölden av Akilles rustning
En natt när grekerna förberedde sina styrkor för ett massivt anfall, attackerade Hektor med tre divisioner (ca 60 000 man) med avsikt att bränna grekernas skepp. Det strategiska motivet var att dessa utgjorde kärnan i grekernas planerade attack. Anfallet blev till en början lyckat men turen vände när Patroklos, iklädd Akilles rustning, samordnade en motattack mot trojanerna. Hektor, som misstog Patroklos för Akilles, rusade efter sin nemesis. Med gudarnas hjälp lyckades han då dräpa Patroklos och ta hans rustning för eget bruk.
Anledningen till att Patroklos bar Akilles rustning var att denne svurit att avstå från kriget på grund av interna strider. Därför tog hans närmaste man, Patroklos, hans plats i ledet och utgav sig för att vara Akilles.
När ryktet nådde Akilles att Hektor dräpt hans närmaste man, och stulit hans rustning, blev hatet och ilskan för stor för honom och han gick åter ut i strid. Bland trojanerna höll man rådslag om hur man skulle hantera Akilles och om man borde retirera till stadsmuren för att undslippa hans vrede. Hektor brydde sig dock inte om dessa förslag och ville fortsätta attacken mot grekernas båtar, eftersom segern var nära.

## Hektors död
Dagen därpå gav sig Akilles ut för att utkräva hämnd mot Hektor, och tvingade de trojanska trupperna tillbaka mot staden. Hektor blev ensam kvar framför stadsmuren för att möta Akilles och greps av panik när han ser sin motståndares hat. I förtvivlan och panik, flyr Hektor, men Akilles följer efter honom. Först efter att ha sprungit tre varv runt staden i flykt, möter Hektor Akilles i strid.
Efter en stunds kämpande ämnar Hektor kasta sitt spjut mot sin motståndare och ropar efter sin bror Deiphobus. Denne kommer till undsättning med sitt spjut i högsta hugg, men brodern är i själva verket guden Athena i förklädnad. Guden gör så att Hektor missar sitt kast och när han vänder sig om för att få ett nytt, är den falske Deiphobus borta och Hektor står sedan obeväpnad inför Akilles.
Hektor inser att han är dödsdömd och ber sin fiende om en ärofylld död och begär att hans kropp skall återlämnas till hans far, för begravning. Dessa önskemål struntar Akilles fullkomligt i, och i samma stund upptäcker han att Hektor bär hans rustning. Akilles utnjyttjar då rustningens svaga punkt, en spricka vid halsen, och dödar Hektor snabbt och skoningslöst. Som hämnd för mordet på Patroklos, skändar Akilles den fallna kroppen genom att skära upp hälsenorna och dra Ajax gördel igenom dem. Sedan släpar han liket bakom sin stora krigsvagn genom grekernas läger och hånar trojanerna för deras förlust.
I flera dagar misshandlade och stympade Akilles kroppen som hämnd, men eftersom Hektor har sina gudars beskydd, läker såren igen. Till slut söker Hektors far Priamos upp Akilles och ber denne om kroppen så att den kan få en rättvis begravning. Akilles kunde inte förvägra Priamos detta och överlämnade kroppen till honom.